# مشت خونین
مشت خونین (به انگلیسی: Bloodfist) یک فیلم رزمی و اکشن آمریکایی به کارگردانی ترنس اچ. وینکلس با بازی دان «اژدها» ویلسون است. در این فیلم ویلسون یک باشگاه ورزشی در کالیفرنیا دارد که به مانیل سفر می‌کند تا انتقام برادر کیک بوکسور خود را که پس از یک نبرد ناجوانمردانه به قتل رسیده‌است را بگیرد. این اثر یک فیلم کالت می‌باشد.

## بازیگران
- دون ویلسون .. جیک ری کنید
- جو ماری اوولانا … کوونگ
- راب کمان … راتون
- بیلی بلنکز

## تولید
این فیلم پس از موفقیت فیلم رینگ خونین ساخته شد.